# Overdubbing

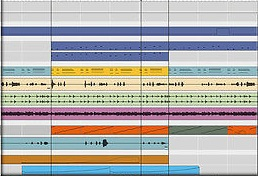
Varias pistas sobrepuestas.

Overdubbing u overdubs también conocido en español como apilamiento de capas de audio, es la técnica de sobreponer capas de audio utilizada en los procesos de grabación musical cuando un músico ejecutante escucha una interpretación en una grabación ya existente (normalmente a través de auriculares en un estudio de grabación) y simultáneamente ejecuta una nueva interpretación, que también es grabada. La intención es que la mezcla final contenga una combinación del audio que ya existía y de la nueva interpretación.
Colocar la pista grabada (o "poniendo cada una de las pistas básicas") de la sección rítmica (normalmente incluyendo batería o percusión) a una canción, y luego continuar con la superposición de nuevas capas de audio (como instrumentos solistas: teclados, guitarras, o voces cantantes), ha sido la técnica estándar para grabar música popular desde inicios del año 1960. Hoy en día, la técnica de overdubbing o apilamiento de capas puede ser conseguida incluso con herramientas básicas para captura de audio, así como con cualquier computadora portátil convencional que esté equipada con una tarjeta de sonido, por medio de algún software de captura de audio.

## Historia
Quizás el primer registro del apilamiento de capas de audio en el proceso de su grabación dentro de la música popular fue de la mano de RCA Victor a finales de 1920, no mucho tiempo después de la introducción de micrófonos eléctricos a los estudios de grabación. Fue con unas grabaciones, que para esas fechas aún se vendían bien, de Enrico Caruso, en las que solo aparecía el sonido de su voz y el de un piano acompañante, posteriormente fueron tomadas por los ingenieros de audio de RCA y se les añadió toda una orquesta en el estudio.[cita requerida]
Un primer indicio del apilamiento de capas de audio puede ser visto con Sidney Bechet, músico de jazz estadounidense quién hizo en 1941 un famoso disco en cuyos lados aparecían un par de pistas con el tituló "The Sheik of Araby" y "Blues of Bechet". Bechet como multinstrumentista grabó el clarinete, el saxofón soprano y tenor, el piano y el contrabajo, además de las partes de batería para ambas canciones, después grabó cada pista sobreponiéndolas de una por una y así sucesivamente para finalmente poder crear las dos canciones mencionadas. Las canciones fueron publicadas bajo el nombre del artista "Sidney Bechet's One Man Band"
En 1948 experimentos mezclando efectos de sonido e instrumentos musicales, hechos por Pierre Schaeffer en el Radio Télédiffusion Française experimental studio en París, dieron origen al Étude aux Torniquetes, la primera composición de avant-garde que utiliza el apilamiento de capas como técnica de composición. Fue grabada y mezclada directamente encima de discos de acetato ya que las grabaciones en cinta aun no las tenían disponibles. Experimentos similares de apilamiento de capas de audio fueron llevados a cabo por el también compositor francés Edgard Varèse en el año 1920, solo que Varèse escribiría las partituras que después serían tocadas por músicos al momento de grabar, a diferencia de Schaeffer que compuso la música en mismo momento de la grabación sin referencias escritas. A partir de 1949, Schaeffer compuso y grabó en acetatos con Pierre Henry (Symphonie vierte un homme seul, 1950), quien también grabaría con Varèse en el año 1954. Juntos utilizaron algunas de las primeras grabadoras en cinta disponibles a principios del año 1950.
La invención de la cinta magnética abrió nuevas posibilidades para la grabación por apilamiento de capas de audio, particularmente con el desarrollo de la grabadora multipista: sel-sync.
Una de las primeras grabaciones comerciales conocidas con apilamiento de capas de audio, a pesar de haber sido realizado con capturas en acetato, fue "Confess" de la cantante Patti Page por Mercury Records en 1948. Con la popularidad de esta canción Patti Page grabaría luego "With My Eyes Wide Open I'm Dreaming" utilizando la misma técnica de apilamiento de capas de audio. En el respectivo álbum aparecerían listados los nombres de los coristas como "Patti Page, Patti Page, Patti Page, Patti Page".[cita requerida]
Les Paul fue uno de los innovadores en la práctica del apilamiento de capas de audio, y empezó experimentando con esto alrededor del año 1930.: 213  Él originalmente hizo grabaciones multi-pista utilizando un torno de disco modificado para grabar varias muestras de sonido sobre un solo disco, esto fue antes de usar la tecnología de grabación en cinta que usaría más tarde cuando recibió como regalo una de las primeras grabadoras Ampex de la serie 300, como regalo de Bing Crosby. En 1950, su éxito musical número uno How High The Moon, interpretado junto a su entonces mujer Mary Ford, presentó un uso significativo de la técnica de apilamiento de capas de audio, junto con otras técnicas de estudio como el flanger, delay, phaser y el control de tono.: xxii–xxiii 
Los progresos de Les Paul en la grabación de audio se vieron reflejados en las técnicas usadas por artistas como Buddy Holly. En 1958 Holly publicó las canciones "Words of Love" y "Listen to Me'' las cuales usaron el apilamiento de capas durante la composición para agregar instrumentación y armonías.
Peter Ustinov interpreta múltiples voces en "Mock Mozart", una grabación producida por George Martin. Abbey Road Studios no tenían grabadoras multi-pista en aquellas épocas, así que usaban un par de grabadoras monoaurales. Martin utilizaría el mismo proceso más tarde en la grabación de una comedia de Peter Sellers, solo que esta vez utilizaría grabadoras estéreo y la herramienta de paneo de audio.[cita requerida]

## Ejemplos
El apilamiento de capas de audio u overdubbing, puede ser usado por varios motivos. Uno de los más obvios es por comodidad; por ejemplo, si un bajista no pudiera estar presente en una hipotética sesión de grabación de audio, no habría problema para grabar otros instrumentos, ya que el bajo se grabaría después y se añadiría junto a los otros instrumentos. De igual forma, si solo uno o dos guitarristas pueden participar en una sesión de grabación, pero la supuesta canción incluye tres guitarras o más, un guitarrista puede ejecutar las guitarras que sean necesarias. El apilamiento de capas de audio también es utilizado para hacer más sonora la voz de un cantante que pueda tener sonido débil; la sobreposición de pistas vocales también puede ayudar a que un cantante con entonación pobre pueda sonar más afinado. (El opuesto de este procedimiento es a menudo cuando se usan instrumentos sampleados o muestreados y manualmente se desafina ligeramente la muestra para que el sonido suene más natural). El efecto se usa generalmente para darle al cantante un sonido más rico o más fuerte. El apilamiento de capas de audio también permite crear armonías vocales con un solo cantante.
El apilamiento de capas de audio ha sido visto también negativamente cuando ha sido utilizado para artificialmente ampliar habilidades musicales de un artista o una banda, otros casos han sido también cuando se ha agregado a grabaciones que supuestamente fueron interpretadas en vivo, pistas interpretadas por músicos de sesión en vez de las que en realidad eran ejecutadas por los músicos que aparecían en las portadas de los álbumes. Las primeras grabaciones de la banda estadounidense The Monkees fueron realizadas por músicos de sesión pre-grabando las canciones (a menudo en un estudio de grabación diferente al que grababa la banda, y en algunos casos incluso antes de las bandas a comercializar fueran formadas), en el caso mencionado, al final solo se usaba el apilamiento de capas de audio sobre las grabaciones de los músicos de sesión. Mientras las canciones se convertían en grandes éxitos, esta práctica le surgió la crítica. Michael Nesmith estuvo en particular desacuerdo por lo que overdubbing le hizo a la integridad de la música de la banda. Adicionalmente el músico estadounidense Kurt Cobain al trabajar con el productor Butch Vig, expresó un desdén por el apilamiento de capas de audio al grabar. Según se informa Vig tuvo que convencer a Cobain para poder utilizar la técnica mencionada al grabar diciéndole que: "Los Beatles usaban el apilamiento de capas todo el tiempo. A John Lennon le encantaba como sonaba su voz sobrepuesta sobre otra pista."

## Lectura recomendada
- Modern Recording Techniques, by David Miles Huber and Robert E. Runstein. 1 de octubre de 2009 0240810694